# تنیس روی میز در المپیک تابستانی ۲۰۰۰
تنیس روی میز در بازی‌های المپیک تابستانی ۲۰۰۰ نام رویداد ورزش تنیس روی میز در بازی‌های المپیک تابستانی بود که در سال ۲۰۰۰ برگزار شد. این مسابقات از چهار بخش تشکیل شده بود که از ۱۶ تا ۲۵ سپتامبر برگزار شد.

## نتایج
| رویداد        | طلا                          | نقره                              | برنز                                     |
| انفرادی مردان | کونگ لینگوی · چین            | یان اووه والدنر · سوئد            | لیو گولیانگ · چین                        |
| دونفره مردان  | وانگ لیچین · و یان سان · چین | لیو گولیانگ · و کونگ لینگوی · چین | ژان-فیلیپ گاتین · و پاتریک شیلا · فرانسه |
| انفرادی زنان  | وانگ نان · چین               | لی جو · چین                       | چن جینگ · چین تایپه                      |
| دونفره زنان   | لی جو · و وانگ نان · چین     | سون جین · و یانگ یینگ · چین       | کیم مو-کیو · و ریو جی-هیه · کره جنوبی    |

## جدول مدال‌ها
| رتبه | کشور      | طلا | نقره | برنز | مجموع |
| ۱    | چین       | ۴   | ۳    | ۱    | ۸     |
| ۲    | سوئد      | ۰   | ۱    | ۰    | ۱     |
| ۳    | چین تایپه | ۰   | ۰    | ۱    | ۱     |
| ۳    | فرانسه    | ۰   | ۰    | ۱    | ۱     |
| ۳    | کره جنوبی | ۰   | ۰    | ۱    | ۱     |